# 川西市立総合医療センター
川西市立総合医療センター（かわにししりつそうごういりょうセンター）は、兵庫県川西市の医療機関。2022年（令和4年）9月1日に市立川西病院の機能を移転して開院した。

## 概要
市立川西病院は施設・設備の老朽化が進んでいたことから、川西市の基幹病院として市内完結率の向上を目指すとともに、医療スタッフの確保の観点から職員がアクセスしやすい立地で新病院を整備することになった。
建設地はアクセス性を向上させるため、市立川西病院から約7キロ南の川西市街地に決定した。
循環器センター、消化器センター、脳卒中センター、周産期センター、乳腺センター、糖尿病・生活習慣病センター、腎センター、救急センター、オンコロジーセンター（仮称）、内視鏡センター、リハビリテーションセンター、患者支援センターを設置することとしている。

## 施設
- 敷地面積：11,250.91 m2[3]
- 建築面積：7,126.78 m2[3]
- 延床面積：36,508.40 m2[3]
- 構造：鉄骨造（RCST＋一部S造）地上9階建て[3]
- 病床数：405床[3]
- 設計施工：清水建設株式会社[4]

## 診療科
| - 内科 - 総合診療科 - 循環器内科 - 腎臓内科 - 消化器内科 - 呼吸器内科 - 糖尿病・内分泌内科 - 血液内科 - 外科 - 呼吸器外科 | - 乳腺外科 - 眼科 - 耳鼻咽喉科 - 整形外科 - リハビリテーション科 - 皮膚科 - 形成外科 - 神経内科 - 精神科 - 脳神経外科 | - 麻酔科 - 産婦人科 - 小児科 - 泌尿器科 - 緩和ケア科 - 放射線科 - 病理診断科 - 救急科 |